# Ernest Santasusagna i Santacreu
Ernest Santasusagna y Santacreu ( Barcelona,   1900  - Santa Coloma de Gramenet,   1964) fue un pintor catalán. Hijo de una familia acomodada de Barcelona de finales de siglo XIX, se formó en la Academia Baixas y la Escuela de la Llotja de Barcelona. En 1943, lo nombraron catedrático de la Escuela de Bellas Artes de esta ciudad.

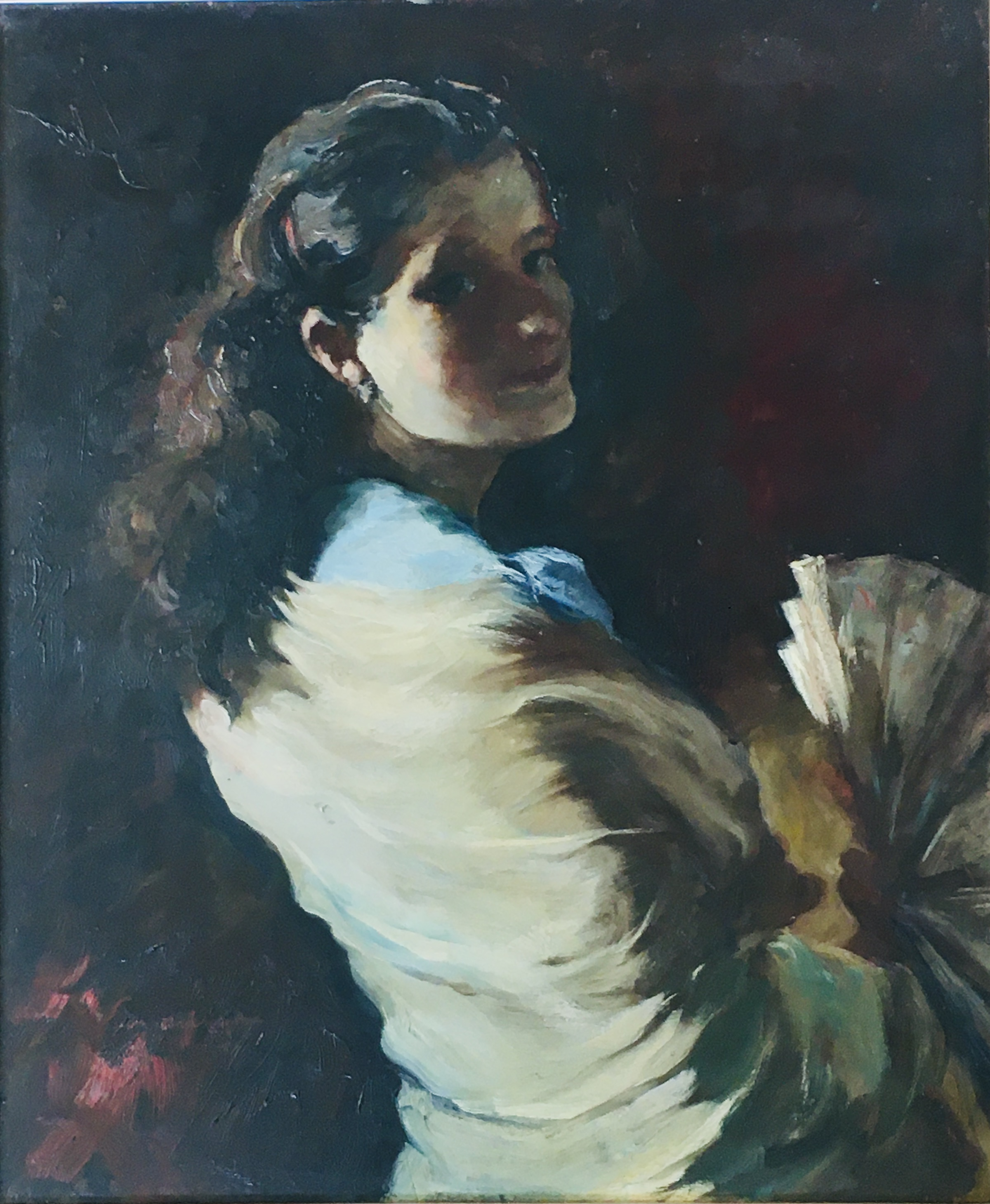
"Retrato de una dama" por el artista modernista Ernest Santasusagna - colección privada Barcelona

Gracias al trabajo de Josep Maria Garrut y Romano en Dos Siglos de Pintura Catalana: XIX y XX, conocemos la existencia de relación entre Santasusagna y la Metro Goldwin Mayer, ya que éste se encargó durante unos años de los carteles que se colocaban en las fachadas de los cines. Expuso a menudo en Barcelona. Excelente técnico, fue catedrático de colorido y composición y uno de los más conspicuos representantes de la pintura catalana capaz de pintar con la fluidez de luz de Sorolla o la mirada penetrante de Francisco Ribera. En la Exposición de Bellas Artes de Barcelona de 1944 resultó ganador del Premio de Honor gracias a la obra La lonja de la Celestina, de gran influencia goyesca.
Realiza su primera exposición en la Sala Parés y presenta regularmente sus obras en la galería La Pinacoteca. Participó en numerosos concursos y exposiciones catalanas, y en el otoño de 1944 obtuvo la medalla de oro por su obra “El palco de la Celestina”. Expuso por toda Cataluña así como en Madrid, San Sebastián y Bilbao, y también en Egipto, Alemania, Italia y Argentina. Alcanzó la tercera medalla en la Exposición Nacional de 1941 y el Premio del desnudo del Círculo artístico. Realizó magníficos retratos, numerosos desnudos y pinturas de género. También cultivó el cartelismo y la pintura decorativa, destacando la decoración del Palau Robert de Barcelona, Madrid y Bilbao.
Sus pinturas al óleo forman parte de los ecos del modernismo. Su temática abarcó desde obras históricas hasta una serie de trabajos de retrato para familias más ricas de Cataluña. Se encargaron una serie de obras para revestir los interiores de La Casa de la Seda, en Barcelona donde permanecen hoy.
Más recientemente, muchas de las obras celebradas de Santasusagna formaron parte de la herencia cultural de incalculable valor otorgada en favor de la ciudad de Barcelona por el magnate industrial Julio Muñoz Ramonet en su testamento final. Mientras miembros de la familia han contestado el legado, después 25 años, estas obras formarán parte del nuevo “Centro de Cultura y Ciencia”, designado en Barcelona en el Palacete de Muñoz Ramonet, que también ayuda al estudio de los estilos de vida burgueses del siglo XX.  El retrato de la boda de Julio Muñoz Ramonet fue encargado y ejecutado por Ernest Santasusagna y se asienta junto a las obras de Ramon Casas y Sorolla.